# Otto Porter Jr.
Otto Porter Jr. (St. Louis, 3 de junho de 1993) é um ex-jogador norte-americano de basquete profissional.
Porter jogou basquete universitário em Georgetown e foi selecionado pelo Washington Wizards como a terceira escolha geral do draft da NBA de 2013.
Ele jogou onze temporadas na National Basketball Association (NBA) e conquistou um título da NBA quando jogou pelo Golden State Warriors em 2022.

## Carreira no ensino médio
Porter frequentou a Scott County Central High School, que inclui as pequenas cidades de Morley, Vanduser, Haywood City e partes da zona rural de Sikeston. 
Ele liderou a equipe em três campeonatos estaduais de Classe 1. Durante seu último ano, ele ajudou a liderar a equipe a um recorde de 29-2, tendo médias de 30 pontos e 14 rebotes.
Considerado um recruta de quatro estrelas pela Rivals.com, Porter foi listado como o 8° melhor ala-pivô e o 37° melhor jogador no país em 2011.

## Carreira universitária
Ele assinou uma carta de intenção para estudar em Georgetown e jogou seu primeiro jogo com eles em 12 de novembro de 2011 contra Savannah State, registrando 9 pontos, 8 rebotes e 3 bloqueios. Em seu primeiro ano, Porter teve médias de 9,7 pontos e 6,8 rebotes. Em seu segundo ano, ele quase dobrou sua produção de pontos com média de 16,2 pontos e 7,5 rebotes.
No final da temporada de 2012–13, Porter levou seu time a um recorde de 25-7 e uma vaga no Torneio da NCAA. Por seus esforços, ele foi nomeado o Jogador do Ano na Big East e foi finalista do Troféu Naismith e Wooden. Na primeira rodada do Torneio da NCAA, Porter registrou 13 pontos e 11 rebotes em uma derrota de 78-68 para Florida Gulf Coast.
Em 15 de abril de 2013, Porter anunciou sua decisão de renunciar aos dois últimos anos de elegibilidade e entrar no draft da NBA.

## Carreira profissional

### Washington Wizards (2013–2019)

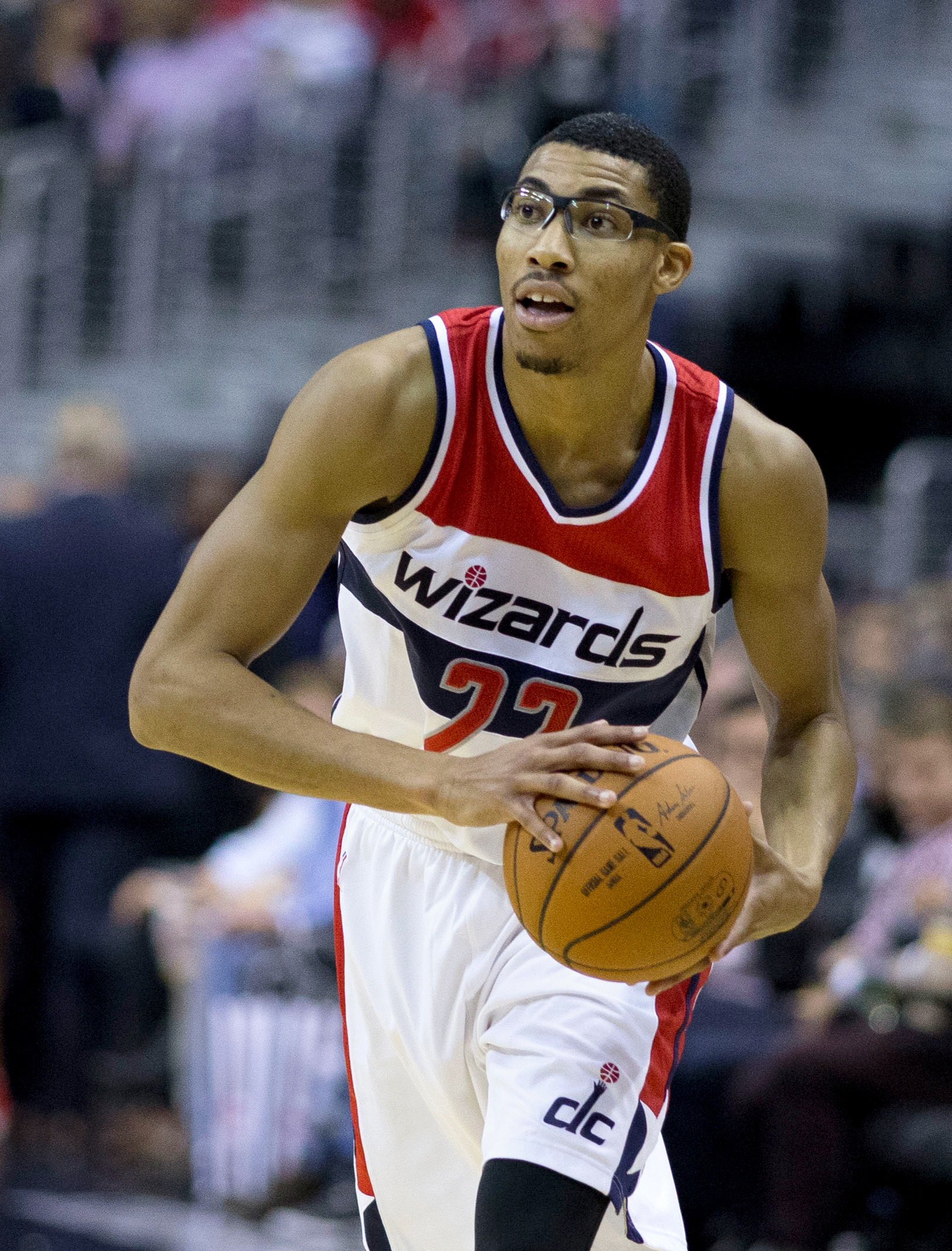
Porter com os Wizards em 2014

Porter foi selecionado como a terceira escolha geral no draft da NBA de 2013 pelo Washington Wizards. No entanto, ele perdeu o campo de treinamento e os primeiros 18 jogos da temporada de 2013-14 com uma lesão no quadril. 
Ele estreou na NBA em 6 de dezembro, não fazendo pontos em 14 minutos de uma derrota por 109-105 para o Milwaukee Bucks.

Em 1º de novembro de 2014, ele marcou 19 dos 21 pontos no segundo tempo da vitória por 108-97 sobre os Bucks. Em 7 de novembro de 2015, ele fez 23 pontos na derrota por 114-99 para o Atlanta Hawks. Em 12 de dezembro de 2015, ele marcou 28 pontos em uma vitória de 114-111 sobre o Dallas Mavericks.

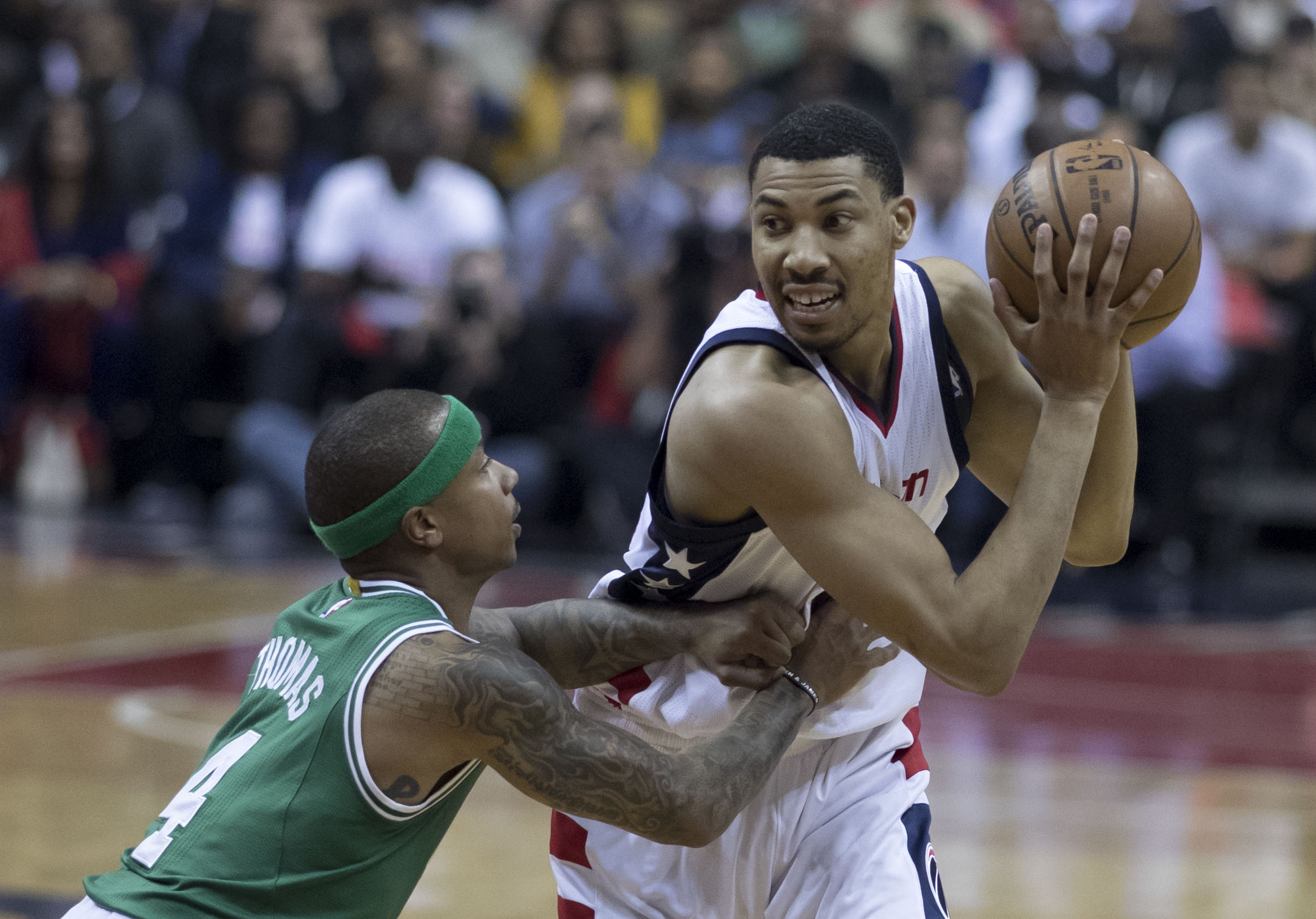
Porter em Maio de 2017

Em 9 de novembro de 2016, Porter marcou 34 pontos em uma vitória de 118-93 sobre o Boston Celtics. Em 26 de dezembro, ele registrou 32 pontos e 13 rebotes em uma vitória por 107-102 sobre o Milwaukee Bucks.
Na temporada de 2016-17, ele foi titular em 80 jogos e teve médias de 13,4 pontos, 6,4 rebotes e 1,5 roubadas de bola. De acordo com o Real Plus-Minus da ESPN, o impacto estimado em quadra de um jogador no desempenho da equipe, Porter foi o jogador mais eficiente entre 115 jogadores com pelo menos 800 posses.

Em 4 de julho de 2017, o Brooklyn Nets ofereceu a Porter um contrato de quatro anos no valor de US $ 106,5 milhões, o máximo que eles poderiam lhe dar. Em 13 de julho, os Wizards anunciaram que iriam igualar a oferta e renovariam com Porter. 

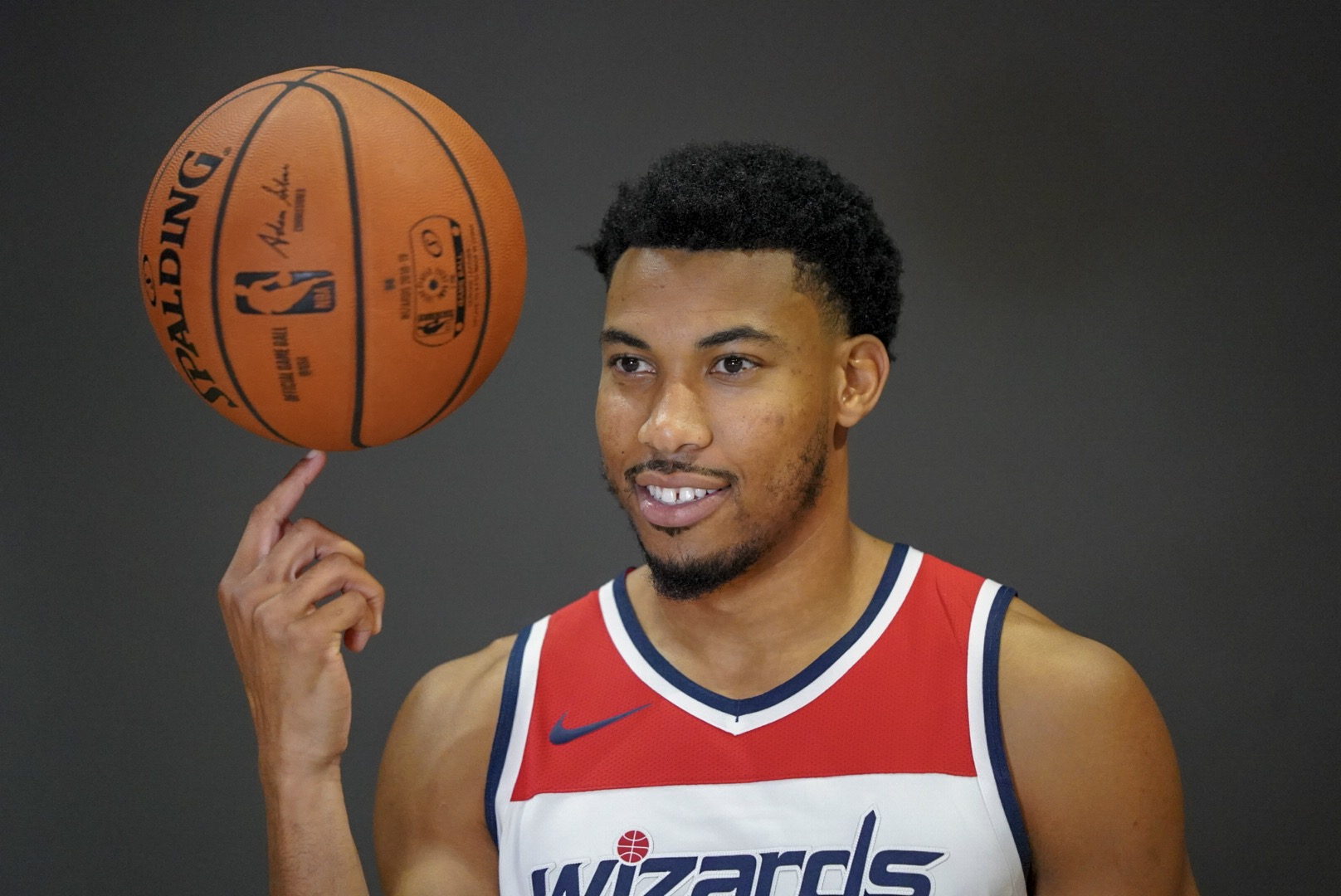
Otto Porter Jr. em 2018

Em 24 de novembro de 2018, Porter marcou 29 pontos em uma vitória por 124–114 sobre o New Orleans Pelicans. Em 2 de janeiro, ele retornou ao time contra o Atlanta Hawks, depois de perder 10 jogos com o joelho direito machucado. Ele foi reserva em 13 jogos seguidos ao retornar, antes de voltar a titularidade em 30 de janeiro contra o Indiana Pacers e machucar o dedão do pé esquerdo.

### Chicago Bulls (2019–2021)
Em 6 de fevereiro de 2019, Porter foi negociado com o Chicago Bulls em troca de Jabari Parker, Bobby Portis e uma escolha de segunda rodada no draft da NBA de 2023. Em 13 de fevereiro, ele marcou 37 pontos em uma vitória por 122-110 sobre o Memphis Grizzlies.
Na temporada de 2018–19, Porter jogou 56 jogos (41 nos Wizards e 15 nos Bulls) e teve médias de 13.9 pontos, 5.6 rebotes e 1,5 roubadas de bola.

### Orlando Magic (2021)
Em 25 de março de 2021, Porter e Wendell Carter Jr. foram negociados com o Orlando Magic em troca de Nikola Vučević e Al-Farouq Aminu. Orlando também recebeu duas escolhas futuras de primeira rodada.

### Golden State Warriors (2021–2022)
Em 6 de agosto de 2021, Porter assinou um contrato mínimo de veterano de US$ 2,4 milhões com o Golden State Warriors. Porter ganhou um título da NBA quando os Warriors derrotaram o Boston Celtics em 6 jogos das finais da NBA de 2022. Ele desempenharia um papel considerável nas finais, sendo titular no Jogo 6 e ajudando-os a levar para casa o título.

### Toronto Raptors (2022–Presente)
Em 6 de julho de 2022, Porter assinou um contrato de 2 anos e US$ 12,4 milhões com o Toronto Raptors. Em 10 de janeiro de 2023, após ter jogado apenas oito partidas na temporada, ele passou por uma cirurgia no pé esquerdo que encerrou sua temporada.
Em 8 de fevereiro de 2024, Porter foi trocado, junto com Kira Lewis Jr. e uma escolha de primeira rodada do draft de 2024, para o Utah Jazz em troca de Kelly Olynyk e Ochai Agbaji. No entanto, ele não jogou nenhuma partida pelos Jazz e foi dispensado em 11 de março de 2024. Após isso, anunciou sua aposentadoria do basquete.

## Estatísticas da carreira

### NBA
| † | Campeão da NBA |

#### Temporada regular
| Ano      | Equipe     | PJ  | PT  | MPJ  | AP   | 3P   | LL    | RT  | AS  | BR  | TO | PPJ  |
| -------- | ---------- | --- | --- | ---- | ---- | ---- | ----- | --- | --- | --- | -- | ---- |
| 2013-14  | Washington | 37  | 0   | 8.6  | .363 | .190 | .667  | 1.5 | .3  | .2  | .0 | 2.1  |
| 2014-15  | Washington | 74  | 13  | 19.4 | .450 | .337 | .734  | 3.0 | .9  | .6  | .4 | 6.0  |
| 2015-16  | Washington | 75  | 73  | 30.3 | .473 | .367 | .754  | 5.2 | 1.6 | 1.4 | .4 | 11.6 |
| 2016-17  | Washington | 80  | 80  | 32.6 | .516 | .434 | .832  | 6.4 | 1.5 | 1.5 | .5 | 13.4 |
| 2017-18  | Washington | 77  | 77  | 31.6 | .503 | .441 | .828  | 6.4 | 2.0 | 1.5 | .5 | 14.7 |
| 2018-19  | Washington | 41  | 28  | 29.0 | .457 | .369 | .766  | 5.6 | 2.0 | 1.6 | .5 | 12.6 |
| 2018-19  | Chicago    | 15  | 15  | 32.8 | .483 | .488 | .906  | 5.5 | 2.7 | 1.2 | .6 | 17.5 |
| 2019-20  | Chicago    | 14  | 9   | 23.6 | .443 | .387 | .704  | 3.4 | 1.8 | 1.1 | .4 | 11.9 |
| 2020-21  | Chicago    | 25  | 6   | 21.6 | .441 | .400 | .838  | 5.5 | 2.0 | .5  | .2 | 9.9  |
| 2020-21  | Orlando    | 3   | 0   | 22.0 | .360 | .111 | 1.000 | 4.7 | 1.7 | 1.3 | .0 | 8.0  |
| 2021-22  | Warriors † | 63  | 15  | 22.2 | .464 | .370 | .803  | 5.7 | 1.5 | 1.1 | .5 | 8.2  |
| 2022-23  | Toronto    | 8   | 2   | 18.3 | .500 | .353 | 1.000 | 2.4 | 1.0 | 1.4 | .0 | 5.5  |
| 2023-24  | Toronto    | 15  | 1   | 11.6 | .424 | .348 | 1.000 | 1.9 | .5  | .3  | .3 | 2.6  |
| Carreira | Carreira   | 527 | 319 | 25.4 | .477 | .397 | .797  | 4.9 | 1.5 | 1.1 | .4 | 10.3 |

#### Playoffs
| Ano      | Equipe     | PJ | PT | MPJ  | AP   | 3P   | LL   | RT  | AS  | BR  | TO  | PPJ  |
| -------- | ---------- | -- | -- | ---- | ---- | ---- | ---- | --- | --- | --- | --- | ---- |
| 2014     | Washington | 3  | 0  | 2.0  | .333 | .000 | .000 | .0  | .0  | .0  | .0  | .7   |
| 2015     | Washington | 10 | 0  | 33.1 | .443 | .375 | .476 | 8.0 | 1.8 | 1.2 | .2  | 10.0 |
| 2017     | Washington | 13 | 13 | 32.9 | .532 | .282 | .886 | 6.9 | 1.8 | 1.6 | .5  | 12.2 |
| 2018     | Washington | 5  | 5  | 31.6 | .488 | .417 | .625 | 5.0 | 1.6 | 1.2 | 1.0 | 10.0 |
| 2022     | Warriors † | 19 | 3  | 19.5 | .494 | .404 | .778 | 3.4 | 1.8 | .9  | .3  | 5.4  |
| Carreira | Carreira   | 50 | 21 | 23.8 | .458 | .295 | .553 | 4.6 | 1.4 | .9  | .4  | 7.6  |

### Universitário
| Ano      | Equipe     | PJ | PT | MPJ  | AP   | 3P   | LL   | RT  | AS  | BR  | TO | PPJ  |
| -------- | ---------- | -- | -- | ---- | ---- | ---- | ---- | --- | --- | --- | -- | ---- |
| 2011–12  | Georgetown | 33 | 8  | 29.7 | .525 | .226 | .702 | 6.8 | 1.5 | 1.1 | .8 | 9.7  |
| 2012–13  | Georgetown | 31 | 30 | 35.4 | .480 | .422 | .777 | 7.5 | 2.7 | 1.8 | .9 | 16.2 |
| Carreira | Carreira   | 64 | 38 | 32.5 | .502 | .324 | .739 | 7.1 | 2.1 | 1.4 | .8 | 12.9 |

Fonte:

## Prêmios e Homenagens
NBA
- Campeão da NBA: 2022

## Vida pessoal
Porter vem de uma família com muitos feitos no basquete. Seu pai, Otto Porter Sr, fez parte do primeiro título da Scott County Central High School em 1976 e detém o recorde do ensino médio com 1.733 rebotes. Sua mãe, Elnora Porter, jogou no Scott County Central High Bravettes e ajudou-os a ganhar o campeonato estadual de 1984. Seus tios Marcus Timmons e Donnie McClinton venceram seis campeonatos estaduais combinados. Além disso, seus tios Melvin Porter e Jerry Porter, e seu irmão mais novo Jeffery Porter, também conquistaram títulos estaduais. O seu primo, Calvin Porter Jr., foi um dos três Porters a ser titular do time campeão da escola em 2011. Seu primo Mark Mosely foi o armador titular dos Braves em 1990 e 1991, quando eles ganharam campeonatos estaduais. Seus primos Corey e Reece Porter ajudaram a Sikeston High School a ganhar seu primeiro título estadual em sua primeira temporada invicta. A família Porter teve um membro nas 11 primeiras equipes que foram campeãs estaduais.